# Erminia Mazzella
L'Erminia Mazzella (già Mazic, già Patrician, già Saint Jerome) è stato un piroscafo da carico italiano (ed in precedenza britannico), violatore di blocco durante la seconda guerra mondiale. Dopo la cattura da parte britannica, avvenuta nel 1941, ha navigato sotto bandiera sudafricana come Impala, Agulhas e Noordewal.

## Storia
Impostato nel 1914 nei cantieri Russell & Co. di Port Glasgow (numero di cantiere 692) per la British & Foreign Steam Ship Company di Liverpool (armatori Rankin, Gilmour & Co.), il mercantile, un piroscafo da carico da 5742 tonnellate di stazza lorda, poté essere varato ed ultimato solo nel 1917, a causa della carenza di acciaio causata dalla prima guerra mondiale. Completato con il nome di Saint Jerome, il piroscafo venne requisito il 7 marzo 1918 dallo Shipping Controller, organismo istituito per la gestione del naviglio mercantile in guerra, e fu impiegato nel trasporto di nitrato sotto il controllo del Commercial Branch for Military Account. Il 12 marzo dello stesso anno il Saint Jerome venne acquistato dagli armatori T. & J. Harrison di Liverpool (Charente Steam Ship Company Ltd.), che nel gennaio 1919 lo ribattezzarono Patrician e lo utilizzarono, sotto questo nome, per oltre vent'anni.
Il 7 luglio 1919 il Patrician s'incagliò sul banco Pluckington, sul Mersey, ma, grazie all'intervento di tre rimorchiatori, poté essere disincagliato senza riportare danni.
Il 4 giugno 1938 il piroscafo (la cui stazza lorda era stata ridotta a 5644 tsl) venne acquistato dalla Golden Cross Line Ltd. di Cardiff, attiva nel canale di Bristol, che lo ribattezzò Mazic ma, poche settimane dopo, lo rivendette all'armatore napoletano Pasquale Mazzella, che lo ribattezzò Erminia Mazzella e lo iscrisse con matricola 510 al Compartimento marittimo di Napoli. 
All'ingresso dell'Italia nel secondo conflitto mondiale, il 10 giugno 1940, l'Erminia Mazzella era a Chisimaio, nella colonia italiana della Somalia, dove stazionò inattivo per circa otto mesi. 
Nel febbraio 1941, nell'imminenza della caduta della Somalia, il locale comando della Regia Marina dispose la partenza delle navi mercantili giudicate in condizioni adatte ad affrontare la navigazione sino al Madagascar. Le navi avrebbero dovuto raggiungere il porto di Diego Suarez, controllato dalle forze della Francia di Vichy, dove sarebbero state al sicuro.
Nella serata del 10 febbraio 1941, pertanto, l'Erminia Mazzella lasciò Chisimaio così come il piroscafo misto Leonardo da Vinci, la pirocisterna Pensilvania, i piroscafi da carico Savoia e Manon ed il piroscafo misto Adria, mentre in un secondo momento partirono anche il piroscafo misto Somalia e la motonave da carico Duca degli Abruzzi, uniche due unità a raggiungere Diego Suarez (secondo altre fonti tutte ed otto le navi partirono nella notte tra il 10 e l'11 febbraio 1941). Poco dopo aver raggiunto il mare aperto, tuttavia, tutte le navi del primo gruppo vennero intercettate e catturate, nonostante tentativi di sabotaggio da parte degli equipaggi, da incrociatori britannici inviati nella zona allo scopo. Gli equipaggi italiani vennero internati nei campi di prigionia di Kenya e Sudafrica.
L'Erminia Mazzella, in particolare, venne catturato il 12 febbraio dall'incrociatore pesante HMS Hawkins. Secondo altra fonte l'unità fu invece catturata dal piroscafo italiano Adria, ormai sotto il controllo degli inglesi. Dopo la cattura l'Erminia Mazzella fece rotta su Mombasa, in Kenya, dove giunse il 13 febbraio.
Ribattezzato provvisoriamente Impala, il mercantile venne trasferito a Durban (e registrato presso tale porto), ove passò sotto il controllo del Governo Sudafricano ed in particolare della Railways and Harbours Administration; successivamente ribattezzato Agulhas, il mercantile venne impiegato in guerra (e poi anche nel dopoguerra) sotto bandiera sudafricana. 
Il 23 ottobre 1947 l'Agulhas, in navigazione da Safaga a Newcastle con un carico di fosfati, riportò gravi danni a causa del maltempo, dovendo raggiungere Adelaide per le riparazioni.
Ribattezzato Noordewal nel 1952, il piroscafo navigò ancora per poco tempo, ed il 30 maggio 1954 arrivò ad Hong Kong per la demolizione.